# أسد قشلاقي
أسد قشلاقي هي قرية في مقاطعة بارس أباد، إيران. عدد سكان هذه القرية هو 230 في سنة 2006.